# 2203 van Rhijn
2203 van Rhijn (1935 SQ1) là một tiểu hành tinh vành đai chính được phát hiện ngày 28 tháng 9 năm 1935 bởi H. van Gent ở Johannesburg (LS).